# 食卵蛇屬
食卵蛇屬是新蛇總科游蛇科下的一個屬。牠是眾多蛇類中少有的以卵為食的種類。食卵蛇不含毒性，主要分佈於非洲大陸，並聚居於森林地帶。食卵蛇聚居於森林的最大原因，是因為森林亦是很多鳥類的聚居地，這為食卵蛇提供了許多重要的糧食－鳥蛋。

## 主要物種
食卵蛇屬下目前有五個物種：
- 山區食卵蛇 Dasypeltis atra
- 中非食卵蛇 Dasypeltis fasciata
- 南方棕色食卵蛇 Dasypeltis inornata
- 東非食卵蛇 Dasypeltis medici：此種下有兩個亞種：
  - Dasypeltis medici lamuensis
  - Dasypeltis medici medici
- 菱形食卵蛇或一般食卵蛇 Dasypeltis scabra：此種下有兩個亞種：
  - Dasypeltis scabra loveridgei
  - Dasypeltis scabra scabra

## 特徵
食卵蛇的品種有很多不同的體紋及顏色，主要由棕色及綠色及黑色組合而成。牠們的體色及紋路以地區性分類，同地區者往往有接近的外貌。各種食卵蛇的長度亦可以有很大的分別，短至30厘米，亦可達一米的長度。

## 行為

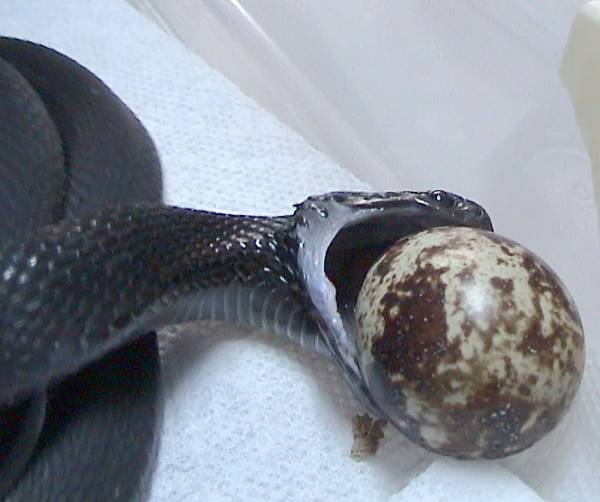
将要吞食蛋的食卵蛇

食卵蛇性情容易緊張，每當牠感到受威脅的時候，牠都會磨擦自己的鱗片。食卵蛇透過急速磨擦蛇鱗，發出頻密的嘶嘶聲響，向威脅者表示警告。食卵蛇是攀爬能手，因此能尋獲位於高處的鳥蛋為食。另外，牠們擁有敏銳的嗅覺，能判斷那些蛋是否已經腐爛，又或過於成熟難以食用。食卵蛇的咽喉及頸部相當有彈性，這使牠們能吞下比自己的頭部還要大上數倍的蛋。食卵蛇沒有牙齒，但在牠們的食道裡有一些骨質的突出物，這些物體能為牠們把吞下的蛋殼搗碎，有利消化。
食卵蛇吃蛋的過程，是先從口部把整枚蛋給吞下，再以喉間肌肉的力量把蛋推進體內。在經過食道時，蛋殼會被骨質物搗碎。接著，食卵蛇會小心地榨取破卵中的汁液，進食完畢後再把剩餘的蛋殼吐出。食用蛋漿時牠們不會浪費，基本上會把大部份的蛋漿加以吸食；而被吐出的剩餘物基本上已沒有任何養份殘留。

## 被捕獲的食卵蛇
食卵蛇是國際動物買賣的常見物種，可是要飼養食卵蛇卻有著一定的難度。普通雞蛋對於大部分食卵蛇來說都過於巨大，並不便於進食，因此必須準備更小型的蛋才能供食卵蛇食用，例如鵪鶉蛋及部分雀科鳥蛋。只要飼養者能確保有足夠的糧食，那就可以簡單地營造一個模仿自然生態的食卵蛇飼養場。但飼育食卵蛇的實際重點仍未得到確認，因此多數食卵蛇樣本都是從野外捕捉而來的。

## 外部連結
- 飼養食卵蛇的資訊
- 食卵蛇專門網站 （页面存档备份，存于）